# Дорино (Тверська область)
Дорино (рос. Дорино) — присілок в Конаковському районі Тверської області Російської Федерації.
Населення становить 31 особу. Входить до складу муніципального утворення Козловське сільське поселення.

## Історія
Від 2005 року входить до складу муніципального утворення Козловське сільське поселення.

## Населення
| 2008 | 2010 |
| ---- | ---- |
| 68   | ↘31  |